# Solus project
Solus — независимый Linux дистрибутив, использующий Budgie в качестве окружения рабочего стола и eopkg для управления пакетами. Согласно описанию с сайта, Solus — операционная система для современных ПК, основной целью которой является удобство в использовании. Операционная система построена с нуля и не зависит ни от каких других дистрибутивов.
Для управления пакетами задействован пакетный менеджер eopkg (форк PiSi из Pardus Linux), предоставляющий привычные средства для установки/удаления пакетов, поиска в репозитории и управления репозиториями. Пакеты могут выделяться в тематические компоненты, которые в свою очередь образуют категории и подкатегории. Например, Mozilla Firefox отнесён к компоненту network.web.browser, отнесённому к категории сетевых приложений и подкатегории приложений для Web.

## История
Solus была создана в 2011 году, как «SolusOS» и изначально базировалась на Debian. Следующие версии Solus были созданы с нуля и фокусировались на оптимизации и удобстве использования. Это позволило проекту избавиться от зависимостей от других проектов, что в дальнейшем повлекло внедрение новых технологий, таких как окружение рабочего стола Budgie.

### Версии

#### SolusOS 1.0
Выпущенная в 2012 году, SolusOS 1.0 носила кодовое имя «Eveline» («Эвелин»). Изначально она была представлена с окружением рабочего стола GNOME 2 и шла с большим набором мультимедиа плагинов, облегчавших решение повседневных задач.

#### SolusOS 1.1
Версия 1.1 была выпущена 1 июня 2012 года. Она принесла обновленное ядро и обновленные репозитории для программ

#### SolusOS 1.2
Была выпущена 17 августа 2012 года. Она была представлена, как non-PAE издание для старых компьютеров с малым объёмом ОЗУ

#### SolusOS 2
Следующий релиз, SolusOS 2, хотелось построить с нуля, используя GNOME 3.10 в качестве окружения рабочего стола.. SolusOS 2 был разработан в качестве Long Term Support.
В 2013 году проект SolusOS был заморожен.

#### «Evolve OS»/Solus 1.0
В 2014 году разработка возобновилась, под названием «Evolve OS», которое было изменено на «Solus» из-за проблем, связанных с использованием торговой марки. Solus 1.0 «Shannon» была выпущена 27 декабря 2015 года.
Проект примечателен разработкой собственного рабочего стола Budgie Desktop, установщика, пакетного менеджера и конфигураторов. Одновременно с Solus 1.0 выпущен релиз окружения Budgie Desktop 10, которое было практически полностью переписано. Код наработок проекта распространяется под лицензией GPLv2, для разработки используются языки Си и Vala.

#### Solus 1.1
Была разработана 2 февраля 2016

#### Solus 1.2
Solus 1.2 вышла в свет 20 июня 2016 года. Эта версия продолжила развивать Budgie Desktop. Для установки стало доступно около 2000 пакетов.
В этой версии был представлен переписанный интерфейс управления приложениями, в котором появилась поддержка установки сторонних программ, таких как Chrome.
Упрощён процесс установки: добавлено несколько стратегий установки и реализована система автоматической подготовки дисковых разделов. Пользователю предлагаются следующие стратегии установки: двойная загрузка (сохраняются другие ОС), использование всего диска (все ранее установленные ОС удаляются), ручная разбивка разделов и замена ранее установленного Linux-дистрибутива.

#### Solus 1.2.1
Была разработана 19 октября 2016 года. В дальнейшем от традиционной модели выпуска релизов отказались, заменив на срезы.
Solus ISO Snapshot 2017.01.01.0
Первый ISO-образ 2017 года. Основные изменения коснулись обновления ядра, были исправлены баги в инсталляторе, а также был расширен лист стороннего программного обеспечения: были добавлены DAW Bitwig Studio, менеджер паролей Enpass, плагины для браузеров Adobe Flash Player, а также Google Earth, Insync, Mendeley Desktop, Moneydance

## Особенности и софт
Solus поставляется со следующим предустановленным софтом: Firefox, Thunderbird, Transmission и VLC. Дополнительное программное обеспечение, которое не устанавливается по умолчанию, может быть загружено с помощью центра программного обеспечения (Software Center). Управление пакетами осуществляется через eopkg.

### Софт, разработанный Solus
- Окружение рабочего стола Budgie, которое тесно интегрируется с GNOME [19](но также есть редакции с предустановленными KDE plasma, Gnome и MATE):
  - Raven — интерфейс панели задач, базирующийся на аплетах, центр уведомлений и интерфейс для настройки внешнего вида;
  - Budgie Menu — меню.
- eopkg — форк пакетного менеджера PiSi.[20]
- ypkg — инструмент для конвертирования build process в пакет для установки.[21]
- Software Center — графический установщик программ в Solus.[22]

## Budgie Desktop
Окружение рабочего стола Budgie основано на GNOME, но использует собственные реализации оболочки GNOME Shell, панели, апплетов и системы вывода уведомлений. Budgie не является форком GNOME и работает поверх штатных низкоуровневых компонентов и библиотек GNOME. Для управления окнами используется оконный менеджер Budgie Window Manager (Budgie-wm), являющийся расширенной модификацией базового плагина Mutter. Основу Budgie составляет панель, близкая по организации работы к классическим панелям рабочего стола. Все элементы панели являются апплетами, что позволяет гибко настраивать состав, менять размещение и заменять реализации основных элементов панели на свой вкус.

## eopkg
Solus использует менеджер пакетов eopkg.

### Базовые команды

#### Установка
Установить пакет можно, используя следующую команду:
sudo eopkg install $package

#### Переустановка
Для переустановки пакета нужно использовать команду
sudo eopkg install --reinstall $package

#### Удаление
Для удаления пакета нужно пользоваться командой
sudo eopkg remove $package

#### Информация
Для получения информации о пакете нужно использовать
sudo eopkg info $package

#### Обновление
Для обновления нужно использовать
sudo eopkg upgrade

### Управление и поиск

#### Добавление репозитория
Для добавления репозитория нужно использовать
sudo eopkg add-repo Name_Of_Repo Url_To_Repo

#### Удаление репозитория
Для удаления репозитория нужно использовать
sudo eopkg remove-repo Name_Of_Repo

#### Отключение репозитория
Для отключения репозитория нужно использовать
sudo eopkg disable-repo Name_Of_Repo

#### Включения репозитория
Для включения репозитория нужно использовать
sudo eopkg enable-repo Name_Of_Repo

#### Обновление репозитория
Для обновления репозитория нужно использовать
sudo eopkg update-repo Name_Of_Repo

#### Список репозиториев
Для получения репозитория пакетов нужно использовать
sudo eopkg list-repo

#### Поиск пакета
Для поиска пакета нужно использовать
sudo eopkg search $package

### Базовые инструменты разработки
Если вы хотите скомпилировать программу под Solus, нужно установить system.devel командой
sudo eopkg install -c system.devel.
Это позволит использовать такие компоненты, как gcc, make.

## Популярность
На 23 августа 2016 года Solus занимает 25-е место в 6-месячном списке Distrowatch
На 21 января 2017 года Solus занимает 13-е место в 6-месячном списке Distrowatch
На 1 мая 2017 года Solus занимает 12-е место в 6-месячном списке Distrowatch
На 1 ноября 2017 года Solus занимает 6-е место в 6-месячном списке Distrowatch  и сохраняет своё положение в рейтинге на 30 июня 2018 года.
В 2019 году Solus занимает 7-е место в 6-месячном списке Distrowatch.